# Solna Chiefs
I Solna Chiefs sono una squadra di football americano di Solna, in Svezia; fondati nel 1991, hanno vinto 1 titolo nazionale.
Nel 1994 hanno assorbito gli Stockholm City Wildcats.
Dal 2006, in seguito alla fusione della sezione senior con i Täby Flyers per fondare gli STU Northside Bulls (divenuti nel 2020 AIK Amerikansk Fotboll), si occupano solo del settore giovanile.

## Palmarès
- 1 SM-final (1995)
- 1 Campionato svedese di secondo livello (2001[1])
- 1 Campionato Under-16 (2005)
- 1 Dukes Tourney Under-16 (2004)
- 1 Dukes Tourney Under-13 (2003)